# Henriette von Oberkirch

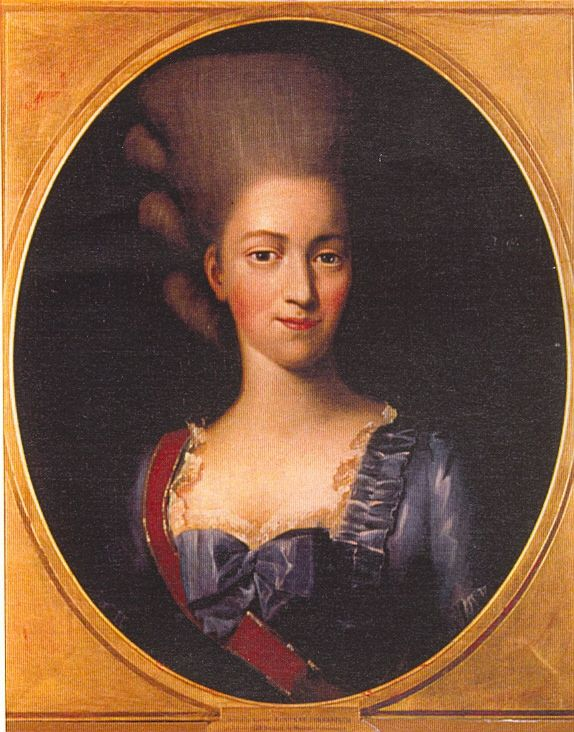
Porträt

Henriette von Oberkirch (* 5. Juli 1754 in Schweighouse (dt.: Schweighausen) bei Thann im Elsass; † 10. Juni 1803 in Straßburg), besser bekannt als Baronne d’Oberkirch, war eine geborene Waldner von Freundstein. Ihre Eltern waren Freiherr, später Graf, Franz Ludwig Waldner von Freundstein (1710–1788), Herr zu Schmieheim, und dessen Frau Wilhelmine Auguste von Berckheim zu Rappoltsweiler (1732–1757).
Nach ihrer Heirat mit Siegfried von Oberkirch 1776 und der Geburt des einzigen Kindes Marie Philippine begleitete sie ihre Freundin, Prinzessin Sophie Dorothee von Württemberg, die spätere russische Zarin Maria Fjodorowna, auf einer Reise durch Europa. Sie kam dabei auch an den Hof Ludwigs XVI. und Marie-Antoinettes.
Sie war unter anderem mit Jakob Michael Reinhold Lenz befreundet, der sich heftig in sie verliebte. 1776 beschrieb er in einem Brief an Goethe seine (unerwiderten) Gefühle für sie: Einem Leiden von der Art wenn es anhielt wär auf der Welt nichts zu vergleichen.
Ihre postum von ihrem Enkel Graf Léon de Montbrison publizierten Memoiren gelten – trotz gewisser Bedenken hinsichtlich der Authentizität – als hervorragende Quelle. In ihnen sei nachzulesen, wie in der Idylle des herzoglichen Landguts (Etupes bei Mömpelgard) Geist und Geselligkeit des zu Ende gehenden Ancien Régime zum letzten Mal in ihrer ganzen Anmut lebendig wurden. Die Baronin Oberkirch habe, schreibt Robert Uhland, die bezaubernde Atmosphäre des Hofes eingefangen und das Leben am Mömpelgarder Hof zwischen 1770 und 1789 lebendig geschildert.
Eine dreibändige englische Ausgabe (Memoirs) erschien 1852 in London, eine zweibändige in Paris 1853. Weitere Ausgaben folgten, denn die Memoiren wurden mit großem Interesse aufgenommen.
2003 wurde anlässlich ihres 200. Todestages ihr Andenken in Schweighouse festlich begangen.